# Meranoplus birmanus
Meranoplus birmanus é uma espécie de formiga do gênero Meranoplus, pertencente à subfamília Myrmicinae.